# Aeonium lemsii
Aeonium lemsii är en fetbladsväxtart som beskrevs av Kunkel. Aeonium lemsii ingår i släktet Aeonium och familjen fetbladsväxter. Inga underarter finns listade i Catalogue of Life.